# Microhoria cerrutii
Microhoria cerrutii es una especie de coleóptero de la familia Anthicidae.

## Distribución geográfica
Habita en Creta.